# Rebild Bibliotekerne
Rebild Bibliotekerne er en sammenslutning af biblioteker i Rebild Kommune og består af fire biblioteker og en bogbus. 
Afdelingerne er beliggende i Støvring, Skørping, Terndrup og Nørager foruden bogbussen, der betjener oplandet. 
Bibliotekernes opgave er at fremme oplysning, uddannelse og kulturel aktivitet. 
Bibliotekerne er kontaktstyret, hvilket betyder, at der arbejdes med mål og værdier i dagligdagen. 
Ved bibliotekerne er der 12 ansatte til at holde alle bibliotekerne i gang. 

## Bibliotekerne

### Støvring Bibliotek
Støvring bibliotek er hovedbibliotek i Rebild Kommune. Biblioteket står for udlån af mødelokalerne "Ovenpå", der lånes ud til foreninger i kommunen. Sund By har desuden butik på adressen.

### Skørping Bibliotek
Biblioteket ligger i Kulturstationen, der foruden bibliotek rummer Rebild Kulturskole, Lokalhistorisk arkiv, Turistbureau og Kinorevuen. Biblioteket står for udlejning og administration af lokalerne.

### Terndrup Bibliotek
Biblioteket er placeret midt i byens handelscentrum lige ved siden af Rutebilstationen og Superbrugsen. Over for ligger Terndrup Medborgerhus, og Terndrup Bibliotek administrerer udlejningen af lokalerne her.
I enden af Terndrup Bibliotek ligger Rutebilstationens venteværelse.

### Nørager Bibliotek
Er beliggende i Kultur- og Medborgerhuset "Kig Ind" i Nørager. Er Rebild Kommunes første selvbetjeningsbibliotek.

### Bogbussen
Bogbussen er bibliotekets rullende afdeling, som kører ud til 11 byer i Rebild Kommune: Aarestrup, Sønderup, Kirketerp, Øster Hornum, Rørbæk, Ravnkilde, Haverslev, Suldrup, Guldbæk, Blenstrup og Bælum.
Bogbussen, der er fra 2000, er udvendig illustreret af Birde Poulsen og er indvendig indrettet lyst og venligt. Er enmandsbetjent og kræver ikke stort kørekort.